# Pauline Bleuler

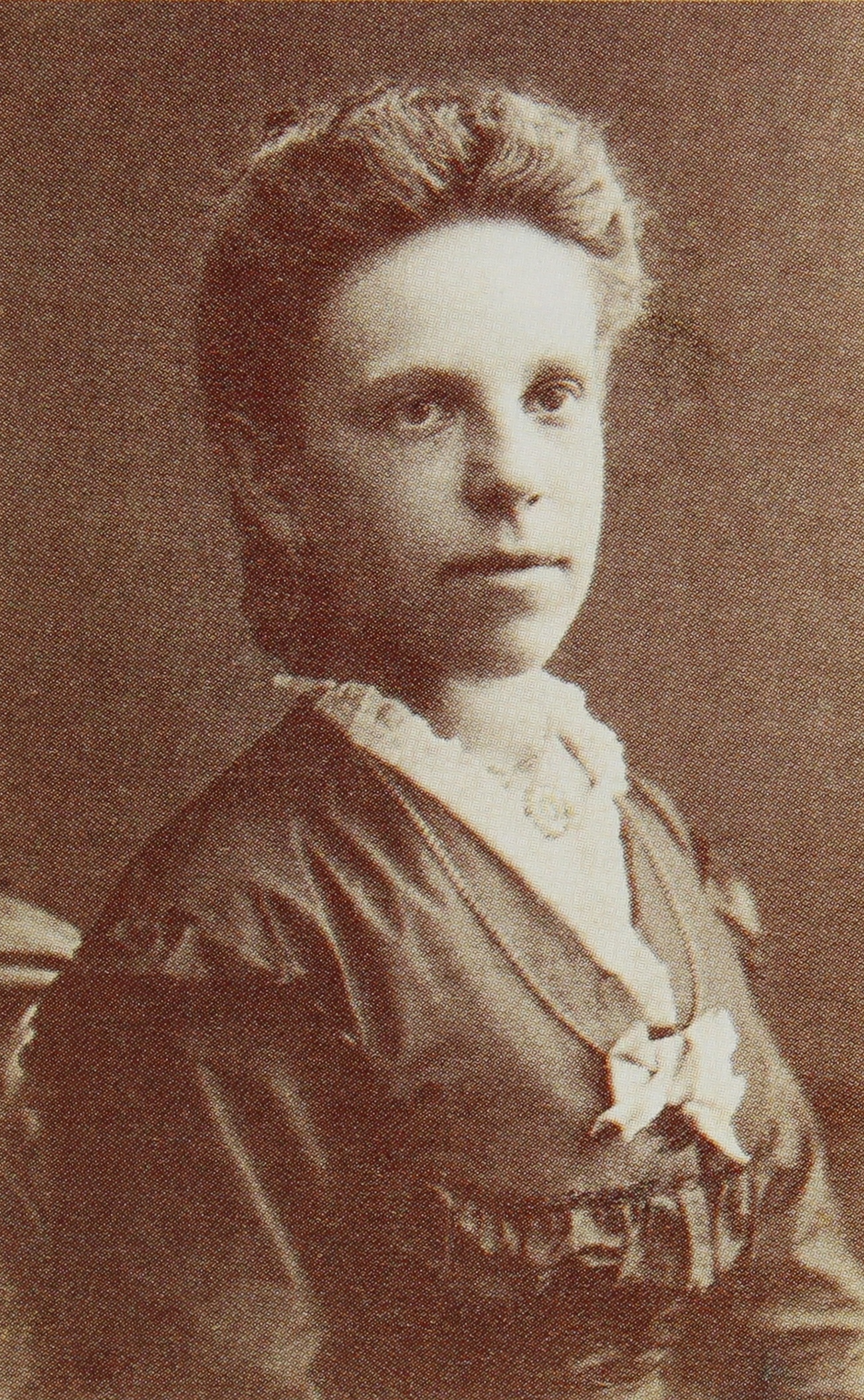
Pauline Bleuler, 1872

Anna Pauline Bleuler (* 1852 in Zollikon; † 1926) war die Schwester des Psychiaters Eugen Bleuler (1857–1939), der 1908 den Begriff Schizophrenie prägte. Pauline zeigte ab 1872 innerhalb schwerer psychischer Krisen eine schizophrene Symptomatik.

## Leben
Pauline Bleuler wurde 1852 als Kind von Johann Rudolf Bleuler und Pauline Bleuler geboren. Ab 1870 arbeitete sie als Klavierlehrerin. Um 1872 erlitt sie auf dem Hof ihrer Eltern eine erste schwere psychische Krise. Anfangs von einer Pflegerin unterstützt, wurde sie in der Kantonalen Irrenanstalt Breitenau in Schaffhausen und ab 1874 oder 1876 in der Irrenanstalt Burghölzli in Zürich behandelt. Außerhalb der Behandlung lebte sie bei ihrer Familie. Bleulers Tante Louise Bleuler berichtete ab November 1877 in Briefen an Angehörige über von Pauline zerschlagene Fensterscheiben und Spiegel. Im Februar 1878 berichtete sie von Paulines Boshaftigkeiten, Zwangsernährung durch Paulines Bruder Eugen und Ankleidungen durch ihren Onkel Theodor Bleuler und eine Pflegerin.
Vermutlich trug ihre psychische Erkrankung zum Lebensweg ihres Bruders Eugen bei, der 1886 Direktor der psychiatrischen Klinik im Kloster Rheinau und 1898 Direktor an der psychiatrischen Klinik Burghölzli wurde. Nach Abraham Brills Erinnerung an 1907/08 am Burghölzli, erwähnte Eugen seine Schwester häufig als Beispiel im Zusammenhang mit therapeutischen Fragestellungen. Eugens Sohn Manfred schrieb 1988: [Eugen Bleulers Schizophreniewerk] widerspiegelt die Ziele, die er sich schon in der Jugend für sein Leben gesetzt hat, und sein späteres Wirken. Diese Ziele entstanden unter dem Einfluss seiner Familie, seiner Dorfgenossen, dem Stand der Kultur seiner Zeit und der Gesellschaft um ihn und entsprachen seinem Wesen.
Nachdem Paulines Eltern 1898 starben, nahm sie ihr Bruder Eugen zuerst mit sich in die Klinik und, wohl nach seiner Heirat 1901 und Vaterschaft 1903, zu seiner Familie in der Dienstwohnung im Krankenhaus. Pauline lebte „still und stumm“, A. Brill sah sie nach eigener Aussage von seinem Zimmer aus durch die Halle, täglich monoton auf und ab gehen. Eugen half ihr beim Essen, arbeitete „Stunde um Stunde“ an ihr, wohl in einem „ermahnenden“ Umgang und redete zu ihr. „Zumindest kleidete sie sich und ging mit ihm“. Einmal habe Eugen sie im Zustand von höchster Aufregung „bewegen/ergreifen“ können, was er als Beweis dafür wertete, dass „man es schaffen kann“. Die Kinder ihres Bruders und ihrer Schwägerin spielten ungehemmt in ihrer Anwesenheit, fast als wäre sie ein Gegenstand.
Über Paulines vorherige und spätere Lebensjahre ist nichts dokumentiert. Eugen Bleuler hat sich schriftlich nicht zu seiner Schwester geäussert.
Der Psychiater und Psychiatriehistoriker Christian Scharfetter (1936–2012) spricht von einem chronisch katatonisch-mutistischen Krankheitsverlauf.

## Rezeption
Pauline Bleuler ist eine Romanfigur im Roman Runa von Vera Buck.